# ČKD-Werkstype 1435 CN 400
Die Fahrzeuge der ČKD-Werkstype 1435 CN 400 waren Diesellokomotiven für den mittelschweren Rangierdienst der früheren Tschechoslowakischen Staatsbahnen (ČSD). Sie waren die ersten bei den ČSD hergestellten Diesellokomotiven mit hydrodynamischen Antrieb und Erprobungsträger für die ČSD-Baureihe T 334.0.

## Geschichte
Nach dem Zweiten Weltkrieg bestand bei den Tschechoslowakischen Staatsbahnen (ČSD) ein großer Bedarf an Rangierlokomotiven mit hydrodynamischen Antrieb. Auf der Grundlage von Erfahrungen mit erbeuteten Lokomotiven der Reihe T 334.0 bestand besonders von der Industrie die Forderung nach Entwicklung einer ähnlichen Lokomotive. Somit entstand der Forderungskatalog für eine neue Lokomotive von Werksbahnen und größeren Bahnhöfen, wo kleine vierachsige Dampflokomotiven mittlere Rangierarbeiten erledigten.
Nachdem die Auswahl des hydrodynamischen Getriebes und des Dieselmotors geklärt war, wurde um 1954 bei ČKD Praha eine Lokomotive mit der Typenbezeichnung 1435 CN 400 konstruiert. Gebaut wurden 2 Prototypen, der erste mit 14 t Achsdruck wurde bezeichnet als T 304.0, der zweite mit dem auf 16 t gesteigerten Achsdruck bekam die Bezeichnung T 306.0. Die Montage beider Prototypen erfolgte bei ČKD Praha bis zur Mitte 1957.

## Technische Beschreibung
Die Lokomotive der Werkstype 1435 CN 400 ist eine Kabinenlokomotive mit am Ende des Hauptrahmens angeordnetem Führerstand.
Im davor angeordneten Aufbau befindet sich ein Dieselmotor vom Typ 12V 170 DR mit auf 400 PS gesteigerter Leistung. An der Kurbelwelle des Motors ist außen eine Schwungscheibe angebracht, die das Drehmoment auf die Eingangswelle des hydrodynamischen Getriebes H 350 L übertrug. Von der Abgangswelle dieses Getriebes wurde das Drehmoment auf ein elektropneumatisch gesteuertes mechanisches Wendegetriebe weitergeleitet, an dessen Ausgang eine Blindwelle war, die über Stangen die drei Antriebsachsen antrieb.
Außer der Antriebsanlage war unter der Kabine noch der Kühlbloch für das Kühlwasser, der Ölbehälter für das hydrodynamische Getriebe, der Luftkompressor, die Lichtmaschine, der Dieseltank und der Ausgleichsbehälter für den Kühlwasserkreislauf untergebracht.
Der Rahmen war eine geschweißte Konstruktion in Blechbauweise.
Die Fahrerkabine war am Ende des Rahmens untergebracht. Sie war ganz geschlossen, die Stirnfenster waren fest montiert, die Seitenfenster verschiebbar. Zwei Führerstände waren untergebracht: Im vorderen Teil der Kabine und an dessen Rückseite, am hinteren Teil war ein Schaltschrank angeordnet.
Unter dem Boden der Fahrerkabine waren in einem verschließbaren Kasten gelagert 8 Akkumulatorbatterien mit einer Spannung von insgesamt 24 V bei 600 Ah. Die Lichtmaschine wird von einer Gelenkwelle angetrieben und ist fremdbelüftet. Das Starten des Dieselmotors besorgten zwei Anlasser mit einer Spannung von 24 V, die den Motor über den Eingangsbereich des hydrodynamischen Getriebes durchdrehten.
Das Bremssystem bestand aus einer selbsttätigen und unselbsttätigen pneumatischen Bremse System Westinghouse und einer Handbremse.
Die Lokomotive besaß einen Koksofen zum Warmhalten der Antriebsanlage während des Abstellens bei Minus-Graden.

## T 306.0501
Als erstes wurde im Juni 1957 die Lokomotive T 306.0501 fertig, die ČKD-Produktionsnummer war 3802. Gleich nach der Fertigstellung wurde sie im Probebetrieb für den Verschub im Prager Herstellungswerk eingesetzt. Die Technisch-polizeiliche Prüfung absolvierte diese Maschine am 19. November 1957.
Am 3. März 1958 wurde sie an die Werksbahn von ČKD in Sokolov abgegeben. Es ist nicht ausgeschlossen, dass sie zusammen mit der T 211.1002 auf einer maschinentechnischen Messe in Brno dem Publikum gezeigt worden ist. In den Jahren 1957 und 1958 wurde sie auch im Betrieb bei der ČSD geprüft, vor allem in Prag und näherer Umgebung.
Im Betrieb zeigten sich einige Mängel, die vom Hersteller jedoch nicht dauerhaft beseitigt werden konnten, z. B. der Geräuschpegel in der Fahrerkabine, Probleme mit dem hydrodynamischen Getriebe und Undichtheiten des Dieselmotors. Das führte zu einer vorzeitigen Ausmusterung der Lokomotive.
Die Lokomotive wurde von der ČKD-Werksbahn an einen anderen Betrieb an dessen Werkbahn abgegeben, wo sie bis in die Mitte der 1970er Jahre ihren Dienst versah und danach ausgemustert und verschrottet wurde.

## T 304.001
Die zweite der Lokomotivreihe, bezeichnet als T 304.001 (Produktionsnummer ČKD 3803), wurde Ende August 1957 fertiggestellt und die Technisch-Polizeiliche Prüfung wie die Zulassung erfolgten bei ihr am 17. Dezember 1957.
Die Prüfung erfolgte anfangs mit dem ersten Prototyp zusammen bei der Werksbahn von ČKD. Am 21. September 1958 wurde sie an eine andere Werksbahn von ČKD zum Verschubdienst abgegeben.
Die Lokomotive verfolgten im Dauerbetrieb dieselben Mängel wie beim ersten Prototypen. In der Mitte der 1970er Jahre wurde sie noch an eine Werksbahn in Vysočany abgegeben, wo sie 1977 verschrottet worden ist.